# Райт, Джон (Пороховой заговор)
Джон Райт (англ. John (Jack) Wright; 1568—1605) — английский заговорщик, участник Порохового заговора против английского и шотландского короля Якова I в 1605 году.

## Биография
Родился в Йоркшире в январе 1568 года в семье Robert Wright и его второй жены Ursula Rudston. В семье был еще брат Кристофер и сестра Марта. Джон был крещён 16 января 1568 года.
Братья ходили в школу Святого Петра (англ. St Peter's School) в Йорке, учились вместе с Гаем Фоксом, будущим соратником по Пороховому заговору.
Оба были искусными фехтовальщиками и известны своей храбростью. Несколько раз братья арестовывались по соображениям национальной безопасности. В 1596 году — во время болезни королевы Елизаветы I. В 1601 году они были заключены в тюрьму Маршалси за участие в восстании графа Эссекса.
Узнав о Пороховом заговоре, Джон в 1604 году принял его идею. В марте 1605 году к нему присоединился Кристофер. Но о существовании заговора стало известно властям. В ночь с 4 на 5 ноября был произведен обыск здания парламента, и около полуночи в подвале был обнаружен Гай Фокс вместе с приготовленным порохом, который тут же был арестован. В течение недели (к 12 ноября) были найдены и обезврежены все остальные участники заговора. Некоторые из них были убиты при поимке, остальных ждал суд и казнь. Братья Райт погибли 8 ноября 1605 года в перестрелке в Holbeche House в Стаффордшире.
Джон был женат на Дороти Райт, у них была дочь, родившаяся в конце 1590-х годов.

## Образ в искусстве
- Люк Нил в мини-сериале «Порох»